# Ouragan Hazel
L'ouragan Hazel fut le pire ouragan de la saison cyclonique 1954 dans l'océan Atlantique nord et l'un des plus destructeurs du XXe siècle. Il tua au moins   1 000 personnes en Haïti avant de frapper les États-Unis d'Amérique juste au sud de Wilmington (Caroline du Nord) en tant que cyclone de catégorie 4. Il causa la perte de dix-neuf vies en Caroline du Nord. Plus loin, ce sont encore 81 personnes qui perdirent la vie dans la région de Toronto en Ontario (Canada). Il fut l'ouragan le plus violent à être remonté si loin au nord.

## Évolution météorologique
L'après-midi du 5 octobre, des avions chasseurs d'ouragan trouvèrent l'œil d'Hazel à environ 80 km de l'île de la Grenade. Le 11 octobre, le cyclone traversa Haïti puis se dirigea vers le nord à travers les Bahamas. Le 14 octobre, juste avant de toucher la Caroline du Nord, les avions de recherche notèrent que les vents d'Hazel étaient de 240 km/h et que l'ouragan se déplaçait à la vitesse inédite de 48 km/h.
La tempête toucha terre à la frontière entre la Caroline du Nord et la Caroline du Sud le matin du 15 octobre
. Hazel est devenu extratropical en passant par Raleigh (Caroline du Nord), avec des vents encore équivalents à un cyclone tropical de catégorie 3 supérieure, un peu plus tard dans la journée.
Son déplacement rapide permet aux conditions d'ouragan de s'étendre plus loin à l'intérieur de terres que n'importe lequel des ouragans de l'histoire. Des vents de 160 km/h furent rapportés jusque dans le nord de l'État de New York (équivalent à un ouragan de catégorie 2) et des rafales de 180 km/h à New York, soit 320 km du centre de la tempête. C'est encore un record de vents pour cette ville.
En arrivant dans le sud de l'Ontario, le cyclone maintenant extratropical, rencontra un creux dépressionnaire intense sur les Grands Lacs. Ce dernier, alimenté par un injection d'air froid, absorba Hazel et déversa son contenu en eau dans la région de Toronto. Les rafales de vent ont été estimées à 150 km/h alors que le vent soutenu atteignait alors 124 km/h, encore équivalent à la force d'ouragan après 960 km de son point de contact avec la terre. Quatre-vingt-une personnes furent tuées dans la région de Toronto alors que des quartiers entiers furent submergés par les pluies,. Il passa finalement sous la force d'ouragan dix-huit heures après avoir touché terre, soit à 200 km au nord de Toronto, soit à 45 ° N. Les restants de la tempête se dirigèrent ensuite vers le nord dans une zone faiblement peuplée et traversa le cercle arctique avant d'atteindre la Scandinavie.

### Records
Hazel est le seul ouragan de catégorie 4 qui ait jamais touché terre aussi loin au nord que la Caroline du Nord. Plusieurs autres, dont Diana en 1984 et Helene en 1958, ont passé près sans battre ce record. Il y a eu dix ouragans de catégorie 3 à atteindre la Caroline du Nord ou plus au nord depuis 1851,.

## Impact

### Haïti
L'ouragan Hazel tua plus de 1 000 personnes en Haïti, détruisit plusieurs villes et villages ainsi qu'environ 40 % des caféiers et 50 % des cacaoyers.

### Porto Rico
Il est tombé jusqu'à 711 mm de pluie en 24 heures au passage d'Hazel, huit personnes se sont noyées et une est morte dans un glissement de terrain.

### Bahamas
Hazel y fit six victimes.

### États-Unis

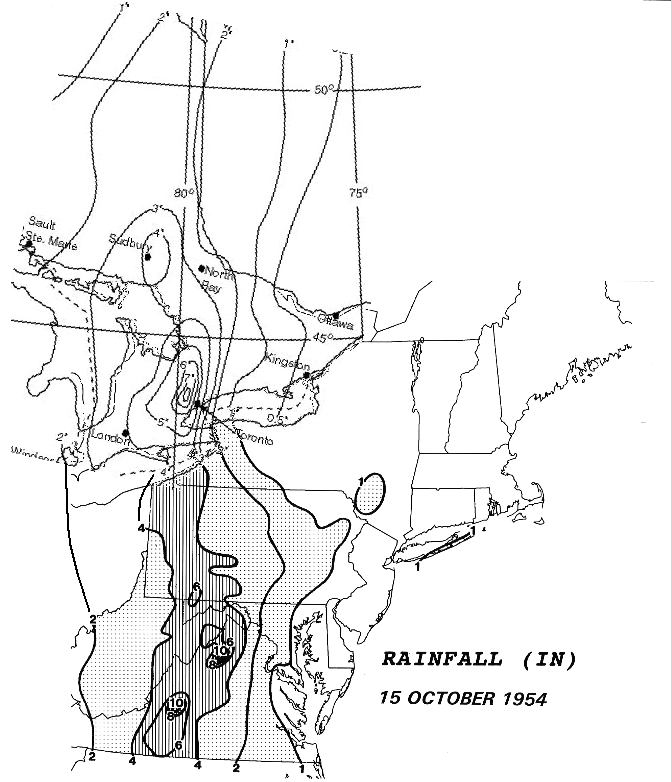
Rapports de pluie entre les Carolines et l'Ontario avec Hazel
(Mesure en pouce avec 1 po. = 25.4 mm)

Au moment de toucher terre, Hazel produisait une onde de tempête de 4,4 mètres le long d'un bonne portion de la côte Est des États-Unis. Cette onde coïncidant avec les grandes marées lunaires, la plus haute valeur fut rapportée à Calabash (Caroline du Nord) avec 5,5 m. Cela détruisit la presque totalité de la ville de Garden City (Caroline du Sud), ne laissant que 275 maisons habitables. Les dommages furent sévères tout au long de la côte, Southport (Caroline du Sud) et Wrightsville Beach (Caroline du Nord) furent également détruites. Dix-neuf personnes perdirent la vie en Caroline du Nord et des milliers furent blessées. 15 000 maisons furent détruites et 40 000 endommagées.
Hazel abattit un grand nombre d'arbres et inonda plusieurs communautés de Virginie en allant vers la frontière canadienne. Des dégâts furent signalés à travers les États du centre-est depuis le nord de l'État de New York à la Caroline du Sud avec un total de 95 morts et 281 millions $US (de 1954 soit 1,94 milliard $US de 2005) de dommages.

### Canada

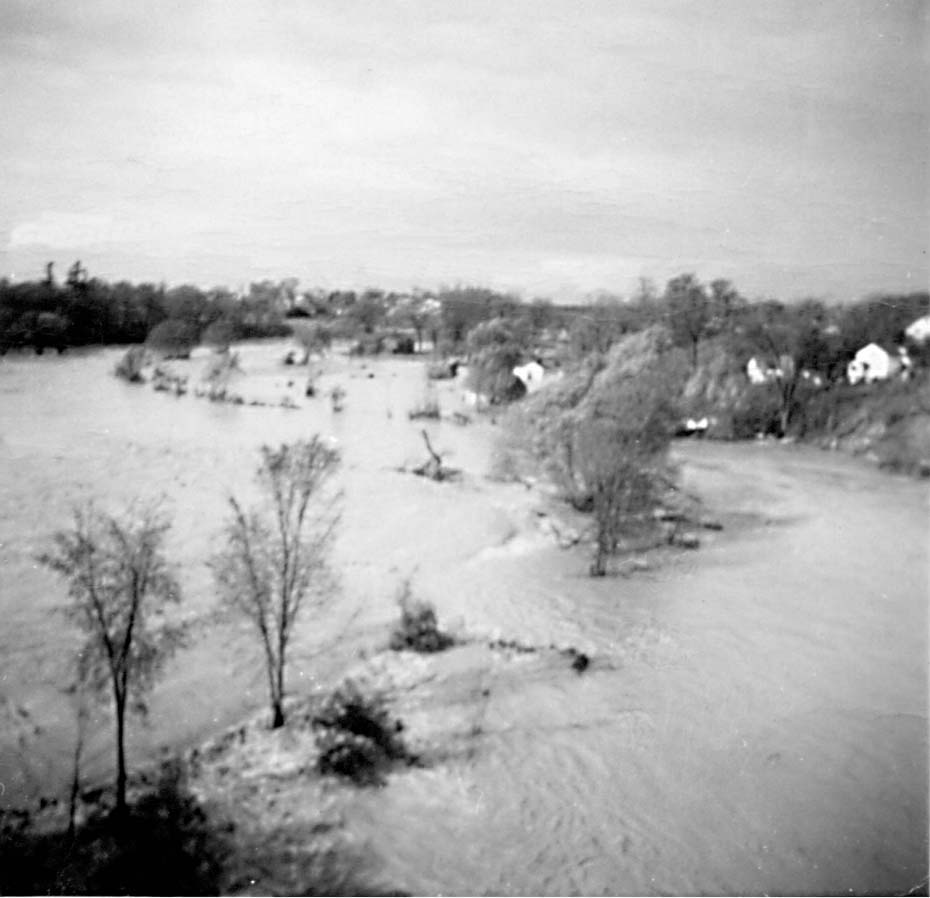
Terrain de golf inondé par le débordement de la rivière Humber

Norman Grundy, météorologue au bureau météorologique fédéral (aujourd'hui Service météorologique du Canada) a préparé, le vendredi matin, une carte qui prévoyait que l'ouragan Hazel serait situé sur la partie Est du lac Ontario à 23 heures le vendredi 15 octobre 1954. Ces prévisions contredisaient les prévisions des météorologues américains selon lesquelles la tempête se dissiperait en passant au-dessus des monts Alleghany en Ohio. Un bulletin émis à 9h30 annonçait des pluies continuelles pour toute la journée et une partie de la nuit du vendredi, toutefois, ce même bulletin prévoyait que Hazel perdrait de sa force en passant à l'intérieur des terres aux États-Unis. 
Les prévisionnistes surveillaient également un front froid qui était situé à l'ouest de la trajectoire prévue de Hazel et craignaient que si les deux systèmes fusionnent, les pluies soient encore plus abondantes. Fred Turnbull, chef du bureau météorologique de Malton, où se trouve maintenant l'aéroport international Pearson de Toronto, a déclaré au journal The Telegram qu'il était possible que les précipitations attendues soient les plus abondantes jamais enregistrées dans l'agglomération, 101,6 mm de pluie en 1887. Après consultation avec le bureau central d'analyse, un bulletin spécial a été transmis sur un réseau privé de téléimprimeurs par téléphone aux radios locales et à des entreprises privées qui s'étaient faites inscrire sur une liste d'appel en cas de mauvais temps. Il a également été transmis aux stations de transmission sans fil Marconi afin que les navires qui naviguaient sur les Grands Lacs puissent être tenus au courant de l'imminence de la tempête. 
Les météorologues avaient donc lancé des avertissements, mais les habitants de la grande région de Toronto n’ont pas réagi et se trouvèrent démunis lorsque l’ouragan Hazel frappa. Il se révéla même très meurtrier au Canada, en particulier dans la région de Toronto en Ontario. Vers minuit le soir du 15 octobre, un record de 210 mm (8.5 pouces sur la carte ci-jointe) est tombé sur les bassins versants des rivières Don et Humber et des ruisseaux Etobicoke et Mimico. Le marécage Holland au nord de Toronto, une région agricole très fertile, fut complètement submergé et les routes y passant rendues impraticables par la tempête. 
La crue subite des eaux dans la région détruisit ou endommagea sérieusement quarante ponts, coupa la circulation ferroviaire, tua quatre-vingt-une personnes (81), incluant cinq sapeur-pompiers qui tentaient d'effectuer un sauvetage, et laissa 2 000 familles sans abri. Un mur d'eau déferla dans la vallée encaissé de la rivière Humber et balaya un quartier entier de maisons sur la rue Raymore Drive, tuant 32 résidents endormis à cette heure. C'est le plus meurtrier ouragan ou restant d'ouragan à frapper le Canada dans l'histoire écrite et aucun désastre naturel ne l'a encore surpassé depuis en termes de perte de vies. 
Les dommages matériels causés par la pluie et les vents dans la région de Toronto ont été estimés à 25 millions $Can en 1954 (approximativement 200 millions $US de 2005). Au total, les dommages au Canada atteignirent 100 millions $US (700 millions $US de 2005). À la suite de la tempête, Toronto et les communautés environnantes ont mis sur pied un plan d'urbanisme qui proscrivit la construction de maisons et autres bâtiments dans les ravins et les plaines inondables de la région pour éviter une répétition de ces événements tragiques. Ceci changea complètement la face du développement de Toronto.

### Épilogue
Le nom Hazel fut retiré de la liste des noms d'ouragans. Même s'il se produisit avant que des listes formelles soient établies à l'avance, il est peu probable que le nom soit utilisé pour de futurs ouragans de l'Atlantique.